# Terra Nova Bay
Terra Nova Bay (englisch für Terra-Nova-Bucht) ist eine rund 64 km lange Bucht des Rossmeers an der Scott-Küste des ostantarktischen Viktorialands.
Die oft eisfreie Bucht befindet sich zwischen dem Kap Washington und der Drygalski-Eiszunge. Seit 1985 befindet sich an der Bucht die Mario-Zucchelli-Station (ehemals Terra-Nova-Bucht-Station), eine italienische Antarktis-Forschungsstation.
Eine weitere Station an der Bucht ist die seit 1983 bestehende deutsche Gondwana-Station.
In der Bucht liegt die Insel Inexpressible Island, an deren Südspitze China die Ganzjahres-Forschungsstation Qinling am 7. Februar 2024 offiziell in Betrieb nahm.
Ihren Namen erhielt die Bucht durch Robert Falcon Scott, dem Leiter der von 1901 bis 1904 durchgeführten Discovery-Expedition, der sie nach der Terra Nova benannte, einem der beiden Rettungsschiffe der Expedition.